# Freie Sportwoche
Die Freie Sportwoche war laut ihrem Untertitel eine „Zeitschrift für Spiel und Sport“, die ab 1919 bis 1931 von dem in Leipzig sitzenden Arbeiter-Turnverlag herausgegeben wurde und sich insbesondere mit dem Arbeitersport in Deutschland beschäftigte. Das der Jugend- und insbesondere der Arbeiterbewegung verpflichtete Blatt, das bis 1927 auch mit dem Zusatz  „Zeitschrift für Fußball, Leichtathletik und Turnen“ erschien, enthielt mitunter Beilagen mit Namen wie Der Fußballspieler, Handballspiele, Süddeutscher Verband, Turnspiele und  Jugend und Arbeitersport.
Das Titelblatt beispielsweise der Nummer 34 vom 24. August 1927 war unter der Überschrift Leichtathletische Bundesmeisterschaften in Hannover mit dem Abdruck einer Fotografie illustriert. Die Momentaufnahme zeigt einen Leichtathleten über einem provisorisch umfunktionierten, abschüssigen Rasenfeld in der Flugphase seines Weitsprungs auf das – tieferliegende – Sprungfeld, während er dabei von seitlich der Absprungschwelle knienden und hockenden Männern beobachtet wird. Das Foto ist untertitelt „Eichner, Ludwigshafen, springt 6,98 Meter weit und stellt eine neue Bundeshöchstleistung auf. Die alte Höchstleistung betrug 6,75 Meter.“
Fortgesetzt wurde die Publikation ab 1932 und bis zur Machtergreifung durch die Nationalsozialisten im Jahr 1933 durch die beiden Titel Wurf und Ziel. Zeitschrift für Handball, Leichtathletik, Tennis im A.T.u.S.B. e.V. und Der Fußballstürmer. Amtliche Zeitschrift für Fußball und Rugby im Arbeiter-Turn- und Sportbund e.V.

## Bekannte Titel
- Nummer 34 vom 24. August 1927: Leichtathletische Bundesmeisterschaften in Hannover[2]